# Public Warning
Public Warning – debiutancki album studyjny Lady Sovereign, wydany 31 października 2006 przez wytwórnię płytową Def Jam Recordings. 
Wersja podstawowa albumu zawiera 12 utworów oraz bonus track w postaci remiksu singla „Love Me or Hate Me”. Wersja wydana na rynek w Japonii została ponadto uzupełniona o wydany w 2004 singel „Ch Ching (Cheque 1 2)” oraz wykonany na żywo w Commodore Ballroom cover utworu Sex Pistols „Pretty Vacant”.
Redaktor AllMusic David Jeffries przyznał albumowi ocenę 4 w 5-stopniowej skali i pochwalił album za produkcję oraz liryczną treść utworów wokalistki, nazywając go „ekscytującym wprowadzeniem niezwykłego artysty uchwyconego w odpowiednim czasie”. Te same zalety albumu dostrzegł Mike Diver z muzycznego magazynu internetowego Drowned in Sound, dodając ponadto, iż „kiedy jej język i rymy rozśmieszają, Lady Sovereign jest niezwykle zabawna”. Michael Endelman z Entertainment Weekly skrytykował album za nadmiernie szalone uderzenia i nierealne chórki, ale chwalił wokalistkę za humor i liryczny przepływ, mówiąc, że jej „gumowate rymy i punkowa energia są zdecydowanie zabawne i warte wypróbowania w umiarkowanych dawkach”. Całkowicie krytyczną opinię wyraził Alex Macpherson z The Guardian, który uznał talent wokalistki za zmarnowany przez puste treści i produkcje zamieniające się bardziej w ska punk niż grime, a także określił materiał zawarty na albumie jako „dźwięk fantastycznego artysty, który najwyraźniej zamierzał skompromitować wszystkie swoje mocne strony”.
Wydawnictwo notowane było na 58. miejscu zestawienia sprzedaży UK Albums Chart w Wielkiej Brytanii oraz 212. pozycji na tworzonej przez Oricon liście albumów Japan Albums Chart w Japonii. Sprzedano ponad 125 000 egzamplarzy albumu w Stanach Zjednoczonych oraz ponad 250 000 na całym świecie.
Album promowały single „Random”, „9 to 5”, „Hoodie”, „Love Me or Hate Me” oraz „Those Were the Days”. 
Magazyn Rolling Stone umieścił album na 48. miejscu zestawienia najlepszych albumów wydanych w 2006 roku.

## Lista utworów
Opracowano na podstawie materiału źródłowego – rozszerzonej wersji albumu, wydanej w Japonii.
1. „9 to 5” – 3:32
2. „Gatheration” – 3:24
3. „Random” – 3:36
4. „Public Warning” – 3:46
5. „Love Me or Hate Me” – 3:30
6. „My England” – 3:58
7. „Tango” – 3:38
8. „A Little Bit of Shhh” – 3:45
9. „Hoodie” – 3:37
10. „Those Were the Days” – 3:50
11. „Blah Blah” – 3:58
12. „Fiddle with the Volume” – 3:40
13. „Love Me or Hate Me” (remiks; feat. Missy Elliot) – 3:40
14. „Ch Ching (Cheque 1 2)” – 4:47
15. „Pretty Vacant” (Live at Commodore Ballroom) – 3:41

## Pozycja na liście sprzedaży
| Kraj            | Notowanie (2006)   | Najwyższa pozycja |
| --------------- | ------------------ | ----------------- |
| Wielka Brytania | UK Albums Chart    | 58                |
| Japonia         | Japan Albums Chart | 212               |